# Kedungbanjar (Taman)
Kedungbanjar is een bestuurslaag in het regentschap Pemalang van de provincie Midden-Java, Indonesië. Kedungbanjar telt 5892 inwoners (volkstelling 2010).